# Уолтър Уилямс (икономист)
Вижте пояснителната страница за други личности с името Уолтър Уилямс.
Уолтър Едуард Уилямс (на английски: Walter Edward Williams) е американски икономист и публицист.

## Биография
Роден е на 31 март 1936 г. във Филаделфия в афроамериканско семейство. Получава бакалавърска степен в Калифорнийския щатски университет - Лос Анджелис (1965) и магистърска (1967) и докторска степен (1972) от Калифорнийския университет в Лос Анджелис. От 1980 г. преподава в Университета „Джордж Мейсън“. Автор е на публицистика и научно-популярна литература, излагаща либертарианските му възгледи.